# 社会性
社会性（しゃかいせい、英：socialityまたは英：sociability、仏：sociabilité）とは集団をつくって生活しようとする人間の持つ基本的な傾向。本能的なものと考える説がある。

## 概念
対人関係における主として情緒・性格などのパーソナリティの性質であり、人間が社会化される過程を通して獲得される。人間関係を形成し、円滑に維持するための社会生活を送る上で欠かせない特質である。
社会的コンピテンス・社会的スキルなどの言葉が社会的に類似した意義でよく用いられるが、それぞれ研究者によって定義づけが微妙に異なり、明確な定義付けがない。
社会性とはかなり曖昧な概念だが、児童心理学では精神の発達を知的発達以外は社会的情緒的発達と一括することが多い。精神は環境の刺激により発達することから、社会性の発達を大部分の精神発達に関連付けることができる。例えば、精神薄弱児の知的能力の遅れの一因に社会的不適応を想定して、特殊教育においてこの不適応を除去する事を図る。また、社会的適応性は性格の一面でもあり、情緒障害児には社会的不適応が伴うし、自閉症や分裂症では著しく異常な社会性が見られる。
発達心理学では社会性の具体的な中身（成長の各段階に対応した発達課題）として
- 対人行動 - 他者を信用し認めることができること
- 集団行動 - 集団の中で協調的に行動できること
- 社会的欲求 - 仲間から好意を受けたいという欲求を持つことや仲間として認められたいという欲求を持つこと
- 社会的関心 - 時代の情勢、風潮に関心を寄せること

などが考えられ、社会性の発達についての心理学的判断基準の一応の目安としている。
社会性が獲得されるメカニズムの説明は模倣・同一視・観察学習・愛着など様々な視点から試みられている。ただし社会性が高い人ほど疑うことを知らず他者に騙されやすい傾向があり、ときにはデメリットになることもある。
重松俊明は個人のパーソナリティ発達には分化と統合の両面があり、社会化は分化に、個別化は統合に対応しているとし、個別化が求心的統合的なパーソナリティ発達の過程であるのに対して、社会化は社会的分化と相互作用の遠心的な拡大に見合ったパーソナリティ発達の過程であると定義し、その結果として社会性が形成されると考えた。
社交性と同一視されることが多いが、社会性に英語のsociality、社交性にsociabilityを当てて別個の概念とすることもある。

## 社会性の発達
社会性の発達は、一般に、社会的行動の発達を指す。すなわち子供の成育過程における社会化の過程と言うこともできる。子供の社会化の初期段階では、初めて他人を認識するようになって以降、母親、その他の家族、家族以外の人間と、その交渉の相手を拡大していく。そして社会性スキルを身に付けて行き、人間関係にも成長に従った変化が見られる。

### 乳児期
子供が自身以外の存在に対する意識を明確に現すのは生後6 - 8週に始まり、人の声・視線などに対して微笑むなどの反応を始める。3か月ごろから人を見つめたり、微笑したり、人が立ち去ると泣きあやすと泣き止むといったような社会的行動が出現し、人に対して積極的な関心が表れる。最初の対人関係が形成されるのはその子供に最も多く接触する母親であり、母親を他の人と識別する事が最初に現れる。その後他の家族に対する認識へと範囲を拡大し、両親・兄弟その他を家族以外の人々と区別する様になる。授乳や抱かれたりすることによって子供は母親との間に感情的交流が成立し、6か月以降には安定した愛着を形成する様になり、やがて見知らぬ人に対しては人見知りの行動を取る様になる。この時期までに他人の表情の理解も可能となる。
母子間の安定した愛着は子供の母親に対する信頼感の芽生えに繋がり、この信頼感は後の人間関係における他者への信頼感の基礎として重要である。更に日常生活を通して父親他家族の成員へ愛着の対象を拡げる。
子供同士の社会的反応は、大人に対するそれより遅れて、生後4 - 5か月に他の乳児の泣き声に反応する程度の反応として現れる。9 - 13か月になると、髪の毛をひっぱって他の子供を探索したり、声や簡単な行動を模倣するようになったりする。

### 幼児期
子供は1歳前後から、運動能力が発達して、母親に依存しながらも環境への探索行動が活発となる。言葉と運動能力が発達に従って、子供は次第に親から心理的に分離して自律的傾向を身に付けていく。
2 - 3歳になると言語の習得によって自分という意識が明確になっていき、自分の意図に基づく行動が多くなる。乳児期には飢えや渇きなどの生理的欲求が中心であったが、知覚の発達に伴って外界と自己の分化し、運動能力も発達し、独立・成就・社会的承認の欲求が生じてくる。親の権威に対して「いや」と拒否したりある行動を執拗に続けたり、反抗的行動や自己主張が表れる。これがいわゆる反抗期と呼ばれる段階であり、3 - 4歳にピークを迎える。
依存関係である親子関係だけが長く続くと、社会性が育たずに自己中心的でわがままな、非社会的な子供となるおそれがある。子供同士の接触は生後6か月頃から干渉・協同等として現われ、年長児または発育の優れた子供の方が支配的かつ、その関係は子供自身には意識されない。1歳を過ぎると他児への関心も強まるが、一人遊びの始まったこの段階ではおもちゃの奪い合いによって接触することが多い。2歳にかけて、友達の来訪を喜んだり、他の子供と遊ぶことに興味を示し、おもちゃを社会的関係を成立させる手段として用いたりするなど社会性の発達を見る。2歳以降は接触における支配‐被支配の関係が意識されると共に優者の劣者への扶助が現れる。3歳ごろから同じ年頃の子供と遊びたいとの社会的要求が現れてきて、子供の社会性は自己中心的な子供同士の対人関係を処理する中で培われていく。この社会的欲求は最初は所属への欲求であり、やがて承認への欲求が現れて、それが満たされると安定感を持ちその社会によく適応する。この社会行動の発達を孤立、並行的、協力的とすることもできる。
幼児期に友達関係を十分に経験することで、大人への関心は低く、子供への関心が高くなり、その後の社会性の発達に重要で自我意識の発達の表れとしてみられる喧嘩は3歳頃に多く、子供同士の自己主張の衝突で生じる。自他のぶつかり合いの中で子供は自分の要求を統制して他人の立場を理解し協力することを学ぶ。幼児のけんかは、遊びの仕方やルールを十分に理解していなかったり、自己主張の方法が未発達なことを原因とする事が多い。
例外として反抗期が4歳よりも遅い子供は天才的なコミュニケーション能力を持つ為、けんかや誤解を招くような行動は極端に少なく、先天的に社会性も優れている傾向が見られる。
やがて大人の要求に従って自分の欲求を満たし方や上手に自己主張する方法を学習することで、通常4歳ごろから激しい自己主張や反抗は減少し、5歳以後、大人に対して協調的となる。この頃になると、大人への関心は低くなり、子供への関心が高くなる。
1歳まででは複数人を同時に相手とすることはできないが、1歳半頃には3人の集団を形成することができるようになる。しかし2人の時に比べその行動は単純化し複雑な行動関係は影を潜める。3歳まではこの状態が続き、子供同士は2人組で接する事が多い。
また、友達の行動に自分の行動を合わせることができるようになるが、まだ相互交渉はなく、ひとり遊びあるいは二人相手の並行遊びの段階にとどまる。運動能力の発達と言語の習得が進んだ3 - 4歳には友達との交渉が活発になり、遊びへの参加も多くなり、遊びの内容も複雑になる。3歳以降、一緒に遊ぶ人数は年齢と共に次第に増加していき、4歳ぐらいで3人ぐらいで遊べるようになり、5 - 6歳になると、多いときには5 - 6人ぐらいの集団で遊ぶこともできるようになるが、幼児期においては三人の集団が多い。集団構成の条件となるものは3歳以前では共通の遊具を持つことであり、4歳以降、遊び相手が増加して役割分担して協同する遊びが始まり、ごっこ遊びやルールのある遊びも好まれるようになる。

### 児童期
就学児童における社会構成は最初幼児期と変わらずに、集団の群立であり、有機的・全体的な学級社会がいきなり見られる訳ではない。学級その他での集団生活の中で学年の進行と共に次第に有機的な学級社会を構成していき、そこに指導‐従属構造もまた現れる。子供の物の考え方に所属集団への同調が見られるようになる。
山下俊郎は児童期における集団社会の組織性を集団遊戯から観察した結果、10歳以下の児童においては形式の一定した遊戯が優越し、殊に幼児はその形式の模写を営むに過ぎないが、10歳以上の児童においては自由活動の許される遊戯が優越し、ここに参加児童各自の遊戯約束の自由履行の余地が残されている点において、より高い組織性が示されていると児童の社会性の発達を結論付けている。

### 青年期
山下俊郎は女児においては11 - 13歳、男児においては14 - 16歳の時期に集団活動への参加を著しく嫌忌し、社会的接触を避け孤独になろうとする消極期（negative phase）があるとして、それは2 - 6か月続くとしている。
青年期に入ると親・教師からの独立の欲求、いわゆる心理的離乳が見られ、これは反抗の形をとる。また、大人たちから離れて自分達だけの仲間の生活を持とうとして、不良となりやすい。
青年中期以後、この仲間内にも力の原理が支配して心からの安堵は得られないため、人からの理解を求めて、真の理解者＝心の友への要求が強くなる。これはただ1人の人との密接な接触の渇望であり、特定の人物に対する献身的崇拝は、場合によっては友人・異性の渇仰賛美ともなり、恋愛の発生にまで至る事もある。この時期における親友とは単なる遊び仲間ではなく、友情というものが要求され、相互の理解・信頼・扶助の上に立つ密接な接触である。この関係は壊れやすいもので、青年は孤独などを通じ、内界の発見・自我の自覚・理想の追求などの個人意識を強化する。
やがて青年の態度は理想の実現・実践化へと変化し、現実世界への働きかけをせんがために狭い対人関係から広く社会的現実的世界へ社会的関心を高め、やがて現実の利益、生活の改善に努力する現実主義者ともなる。

## 参考資料
- 柴野昌山 (1986). "社会性". In 日本教育社会学会 (ed.). 新教育社会学辞典. 東洋館出版社. p. 402. ISBN 978-4491005409。
- 岡田洋子 (1985). "社会性（の発達）". In 伊藤 隆二 (編集), 黒田 実郎 (監修) (ed.). 乳幼児発達事典. 岩崎学術出版社. pp. 207–208. ISBN 978-4753385133。
- 牛島義友 (1979). "社会性の発達". 新・教育心理学事典 普及版. 金子書房. pp. 359–360. ISBN 978-4760825196。
- 山下俊郎 (1927). "社會性". 教育學辭典. 岩波書店. pp. 1039–1040.